# سانتا ماریا دل تول
سانتا ماریا دل تول (به اسپانیایی: Santa María del Tule) یک منطقهٔ مسکونی در مکزیک است که در اوآخاکا واقع شده‌است. سانتا ماریا دل تول ۲۵٫۲ کیلومتر مربع مساحت و ۸٬۲۵۹ نفر جمعیت دارد و ۱٬۵۶۵ متر بالاتر از سطح دریا واقع شده‌است.